# Platycerus delicatulus delicatulus
Platycerus delicatulus delicatulus es una subespecie de coleóptero de la familia Lucanidae.

## Distribución geográfica
Habita en Japón.